# ازمکی اروپائی
ازمکی اروپائی، ازمکی خامه‌دار (نام علمی: Draba stylaris) نام یک  گونه از سرده ازمکی است.